# Satrius bellus
Satrius bellus är en stekelart som först beskrevs av Joseph Augustine Cushman 1922.  Satrius bellus ingår i släktet Satrius och familjen brokparasitsteklar. Inga underarter finns listade i Catalogue of Life.